# Блу-Хилл (тауншип, Миннесота)
Блу-Хилл (англ. Blue Hill) — тауншип в округе Шербурн, Миннесота, США. На 2000 год его население составило 762 человека.

## География
По данным Бюро переписи населения США площадь тауншипа составляет 94,3 км², из которых 92,5 км² занимает суша, а 1,8 км² — вода (1,89 %).

## Демография
По данным переписи населения 2000 года здесь находились 762 человека, 257 домохозяйств и 199 семей. Плотность населения — 8,2 чел./км². На территории тауншипа расположено 267 построек со средней плотностью 2,9 построек на один квадратный километр. Расовый состав населения: 98,03 % белых, 0,39 % афроамериканцев, 1,05 % коренных американцев и 0,52 % приходится на две или более других рас. Испанцы или латиноамериканцы любой расы составляли 0,26 % от популяции тауншипа.
Из 257 домохозяйств в 45,9 % воспитывались дети до 18 лет, в 66,1 % проживали супружеские пары, в 6,2 % проживали незамужние женщины и в 22,2 % домохозяйств проживали несемейные люди. 15,6 % домохозяйств состояли из одного человека, при том 2,3 % из — одиноких пожилых людей старше 65 лет. Средний размер домохозяйства — 2,96, а семьи — 3,32 человека.
32,7 % населения — младше 18 лет, 8,1 % — в возрасте от 18 до 24 лет, 34,9 % — от 25 до 44, 20,7 % — от 45 до 64, и 3,5 % — старше 65 лет. Средний возраст — 31 год. На каждые 100 женщин приходилось 105,9 мужчин. На каждые 100 женщин старше 18 приходилось 115,5 мужчин.
Средний годовой доход домохозяйства составлял 57 321 доллар, а средний годовой доход семьи — 65 000 долларов. Средний доход мужчин — 37 188 долларов, в то время как у женщин — 27 813. Доход на душу населения составил 19 609 долларов. За чертой бедности находились 2,1 % семей и 3,7 % всего населения тауншипа, из которых 3,1 % младше 18 лет.